# Terminal Multimodal de Campinas
O Terminal Multimodal Ramos de Azevedo (também conhecido por Terminal Multimodal de Campinas) é o principal terminal de transporte intermunicipal e interestadual da cidade de Campinas, localizada no interior do estado de São Paulo, Brasil. Situado na Vila Industrial, bairro na região central da cidade, foi inaugurado em 4 de junho de 2008, em operação-teste, assumindo totalmente as operações no 22 de junho de 2008, com a função de substituir o antigo Terminal Rodoviário Dr. Barbosa de Barros, o qual estava sucateado e não atendia a demanda da cidade há muitos anos. Situa-se na rua Dr. Perreira Lima, na Vila Industrial, e reúne em um mesmo complexo terminal de ônibus rodoviário e metropolitano (oficialmente denominado Terminal Metropolitano Prefeito Magalhães Teixeira, sob responsabilidade da EMTU) e uma estação ferroviária, com área total de 70 mil m². O terminal está preparado para receber, futuramente, a linha do Trem de alta velocidade. Em junho de 2011 o terminal completou três anos de funcionamento, já tendo atingido a marca de 11 milhões de passageiros.

## História
O Terminal Multimodal de Campinas substituiu a antiga Estação Rodoviária Dr. Barbosa de Barros, construída entre 1968 e 1972, desativada em 2008 e implodida em 2010, que se localizava a pouco mais de 400 metros em linha reta do atual Terminal. Durante boa parte de sua existência e principalmente a partir da década de 1980, o antigo terminal mostrava-se ineficaz para lidar com a enorme demanda de uma cidade que mais que triplicou sua população em quase 40 anos, quando nos últimos anos de sua operação estava sempre acima da capacidade e entrava em colapso nas vésperas de feriado. Após décadas de problemas e de imbróglios com a Maternidade de Campinas, dona do terreno sobre o qual foi construído o antigo terminal e de renovações da concessão, deu-se início às obras do Terminal Multimodal em março de 2007.

## Administração
A administração do terminal é de responsabilidade da "CTRC" (Concessionária do Terminal Rodoviário de Campinas), um consórcio formado pelas empresas Socicam (que administra vários terminais rodoviários no Brasil) e Equipav.

## Características operacionais[5]
- Plataformas: 40
- Área total: 6.437m²
- Estacionamento: 405 vagas
- Ponto de táxi: 103 vagas
- Câmeras de segurança (CimCamp): 58
- Sanitários: 4
- Telefones públicos: 25 (1 para deficientes auditivos)
- Lotérica: 8h as 20h (segunda a sexta) 8h as 19h (sábados).

## Construção
A construção do Terminal Multimodal de Campinas demandou 400 toneladas de aço e 10 000 toneladas de concreto

## Galeria

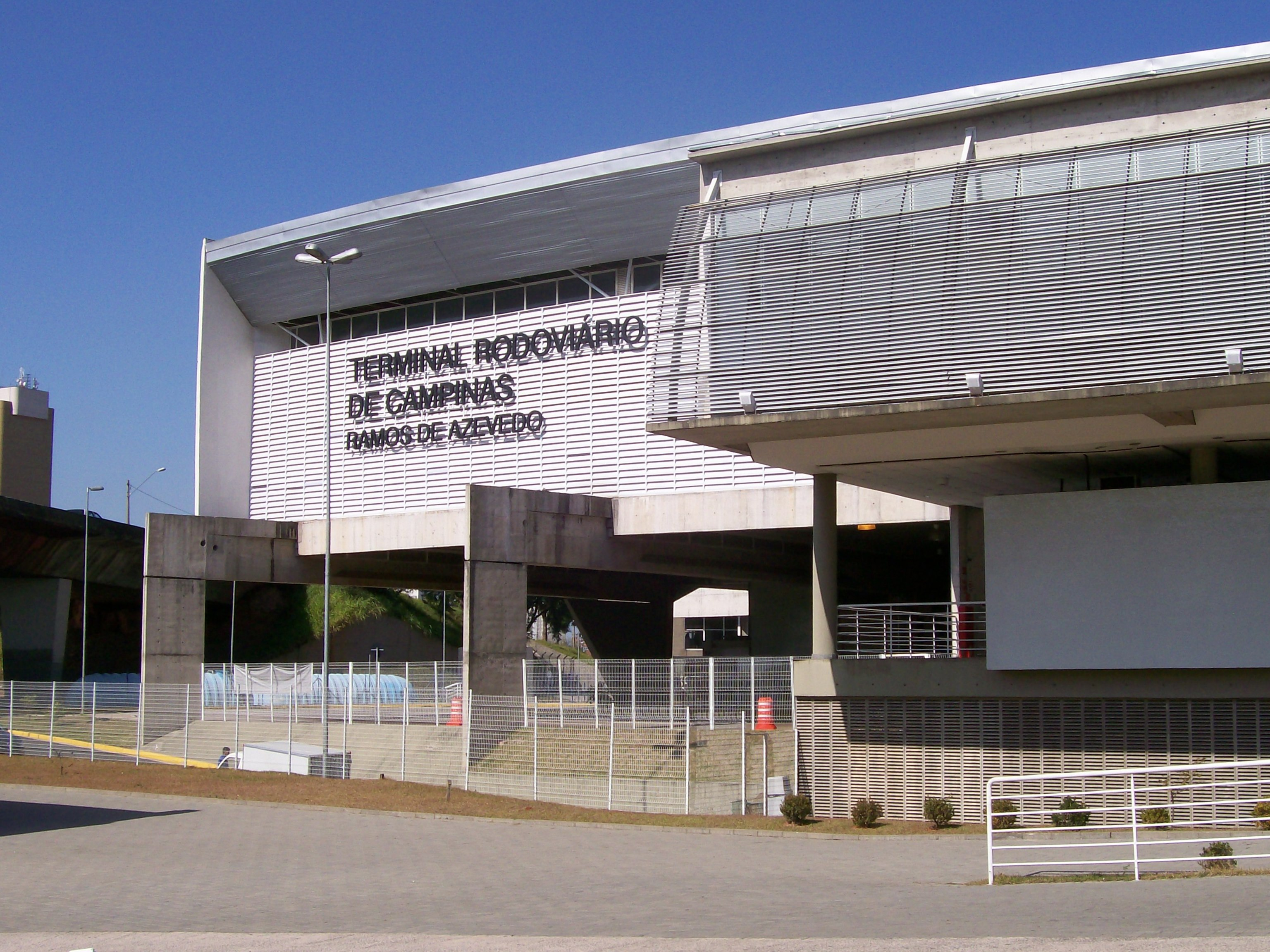
Letreiro do Terminal
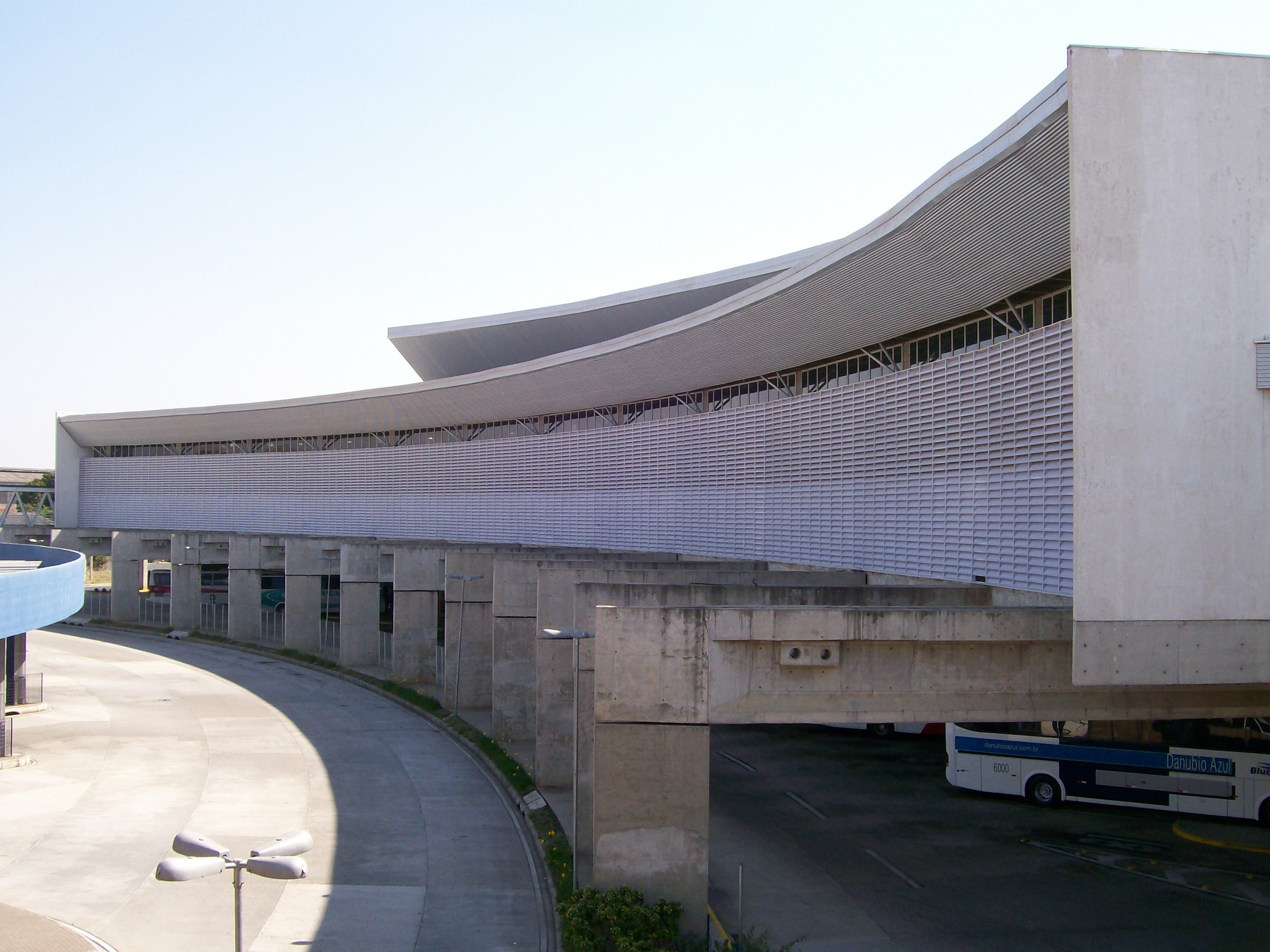
Vista da parte posterior do Terminal Multimodal de Campinas
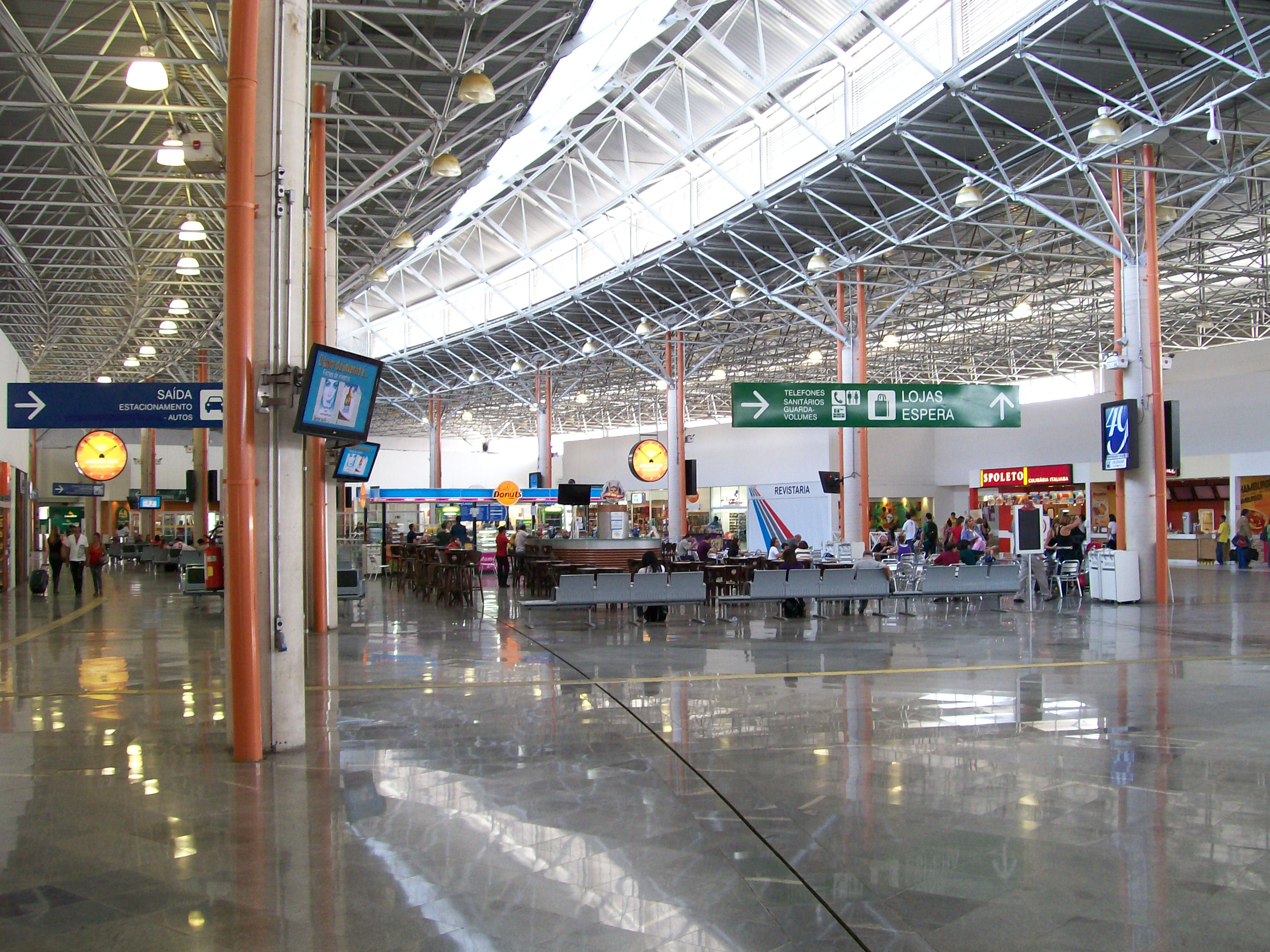
Piso superior do Terminal, com várias lojas e a praça de alimentação
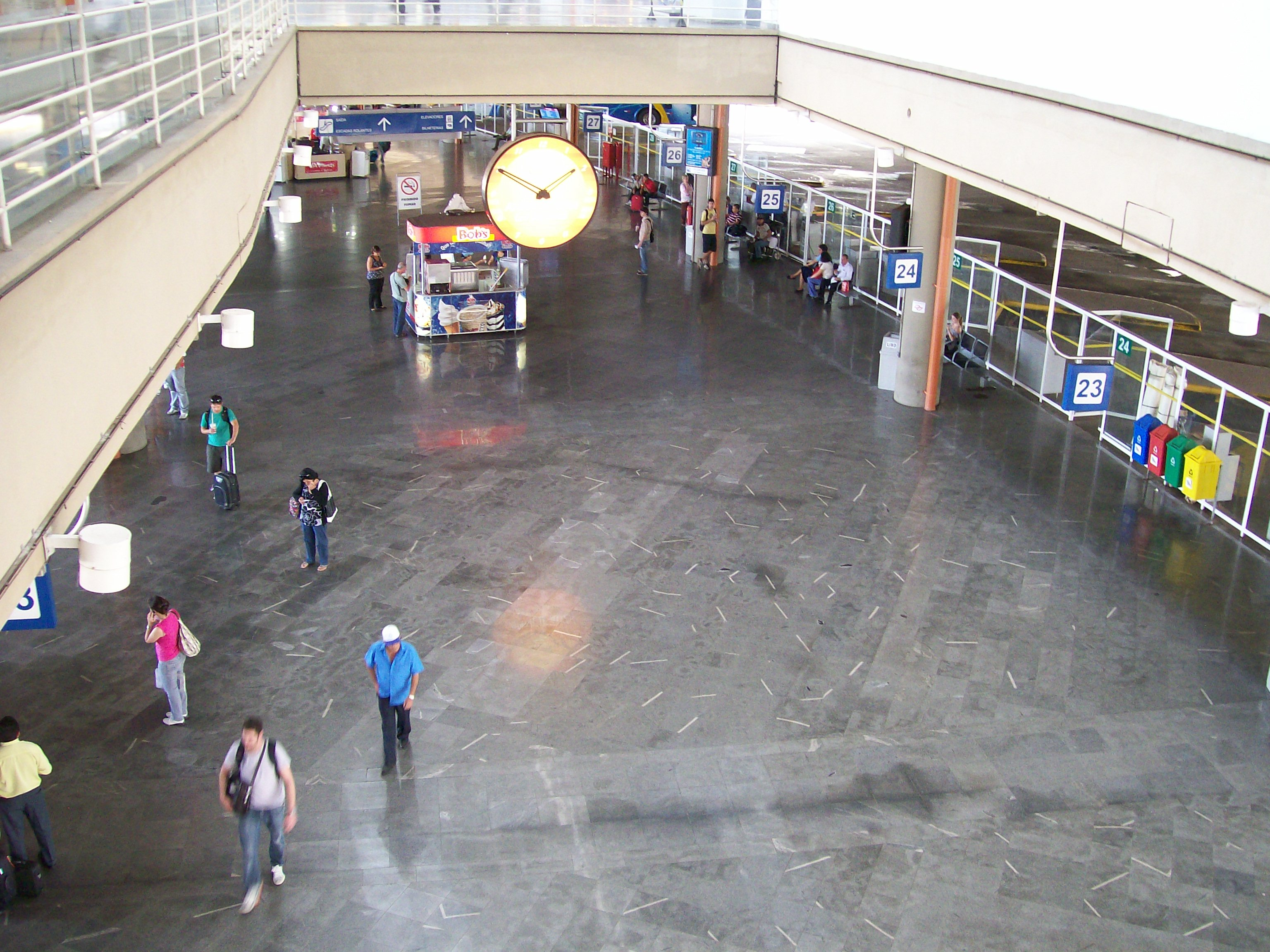
Piso inferior do Terminal, no qual se faz o embarque e o desembarque dos ônibus
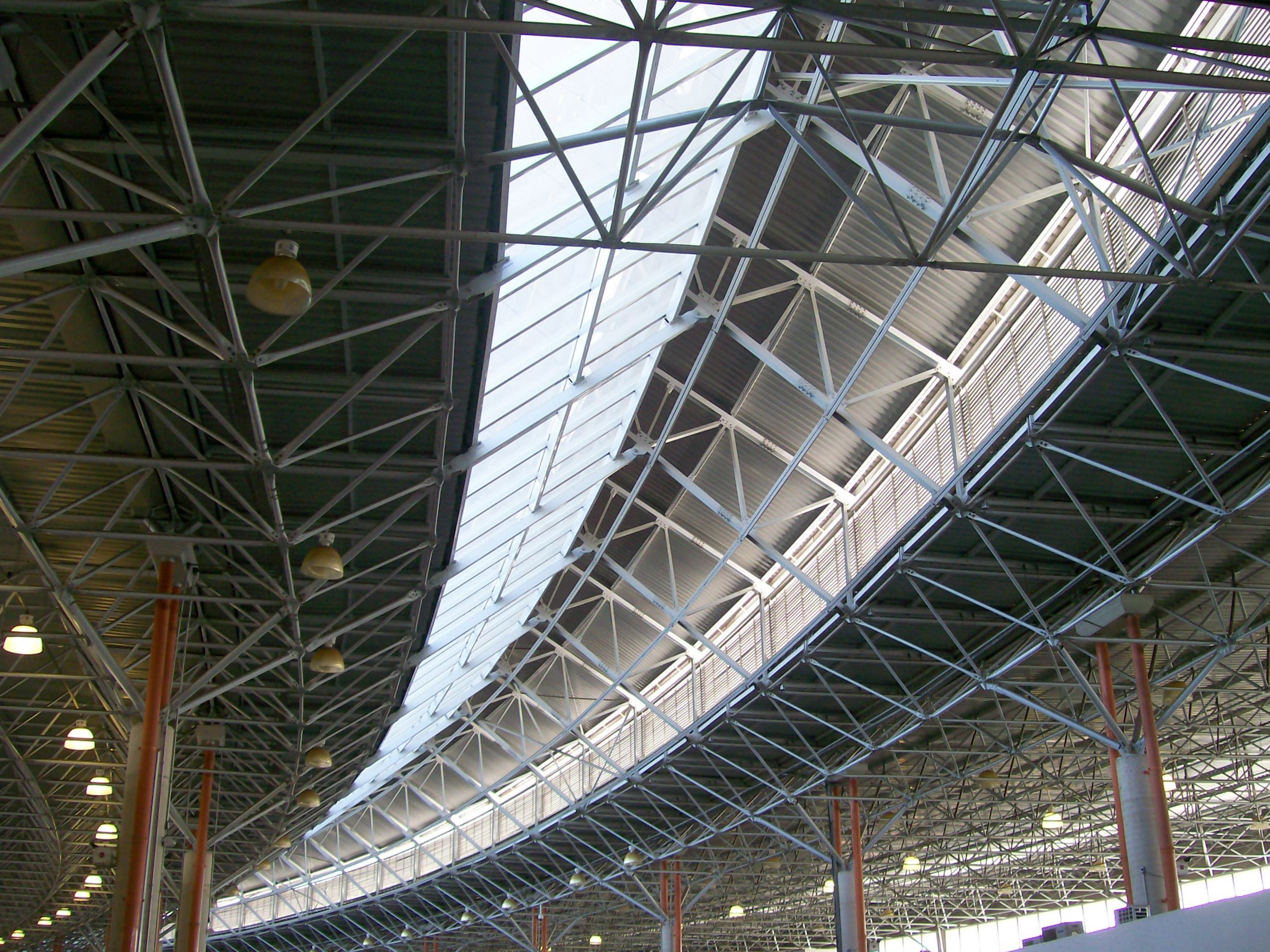
Estrutura da cobertura do Terminal
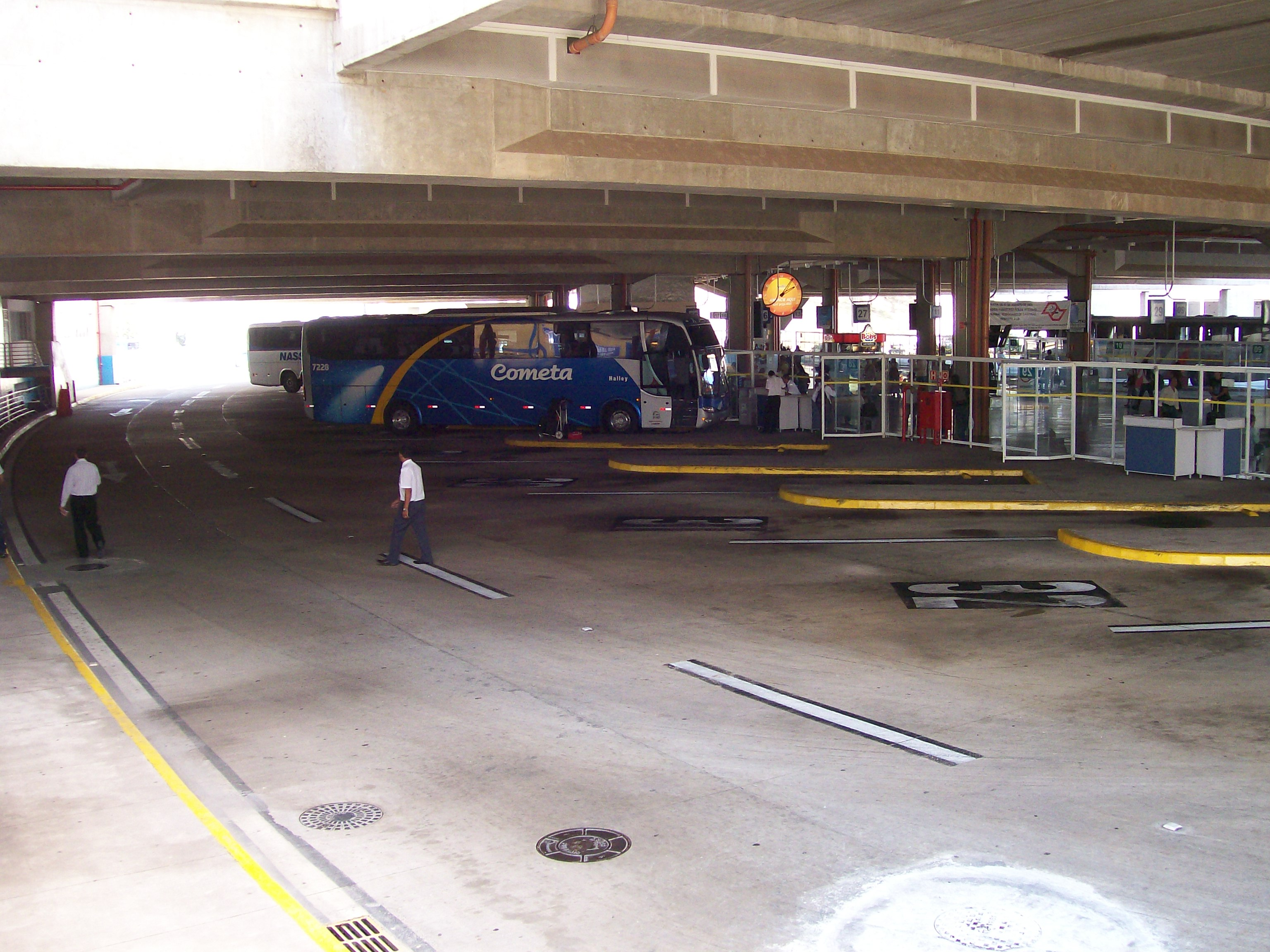
Plataformas para embarque/desembarque nos ônibus, que do lado mostrado vão das plataformas 19 a 40
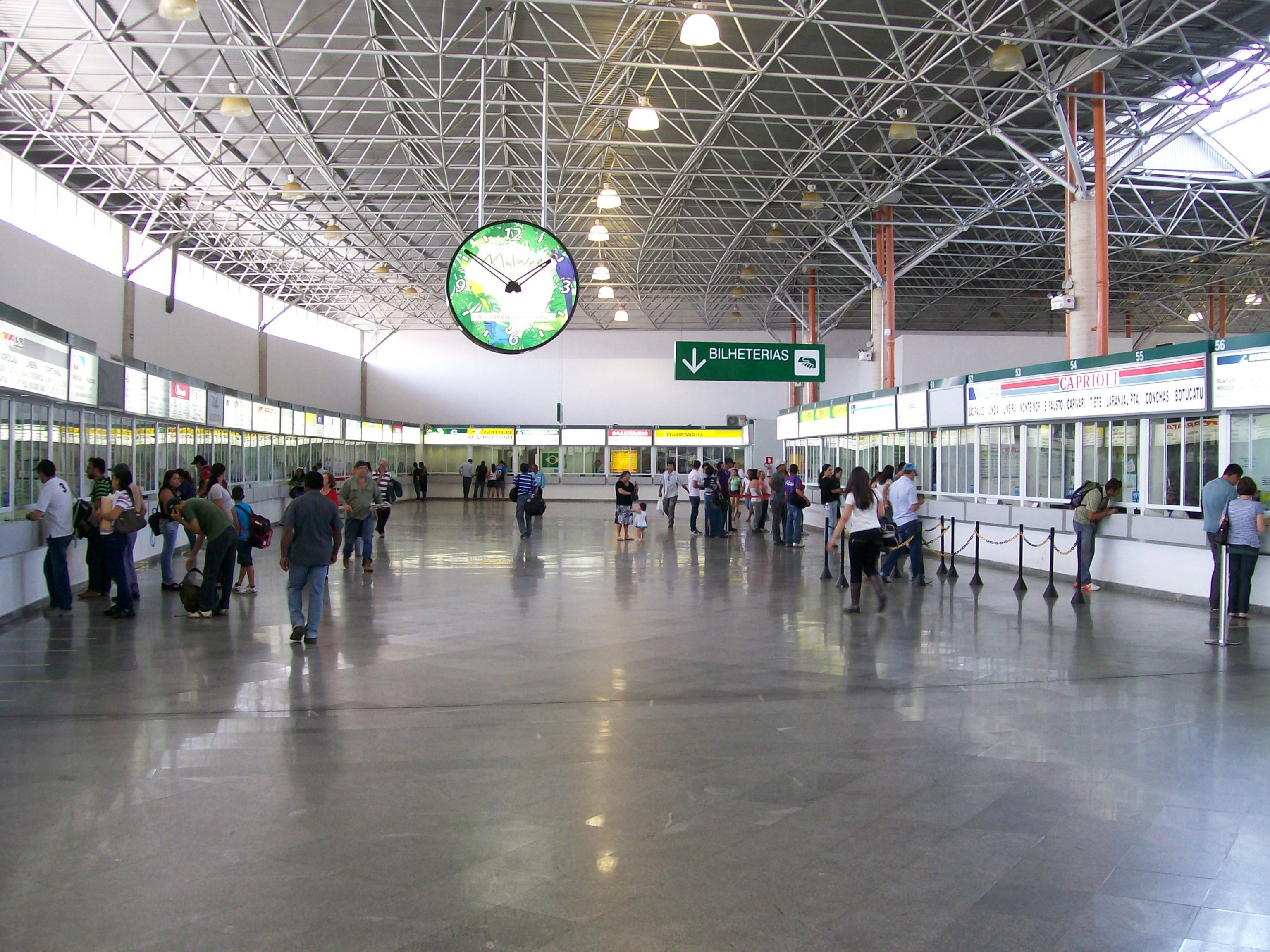
Bilheterias para compra de passagens
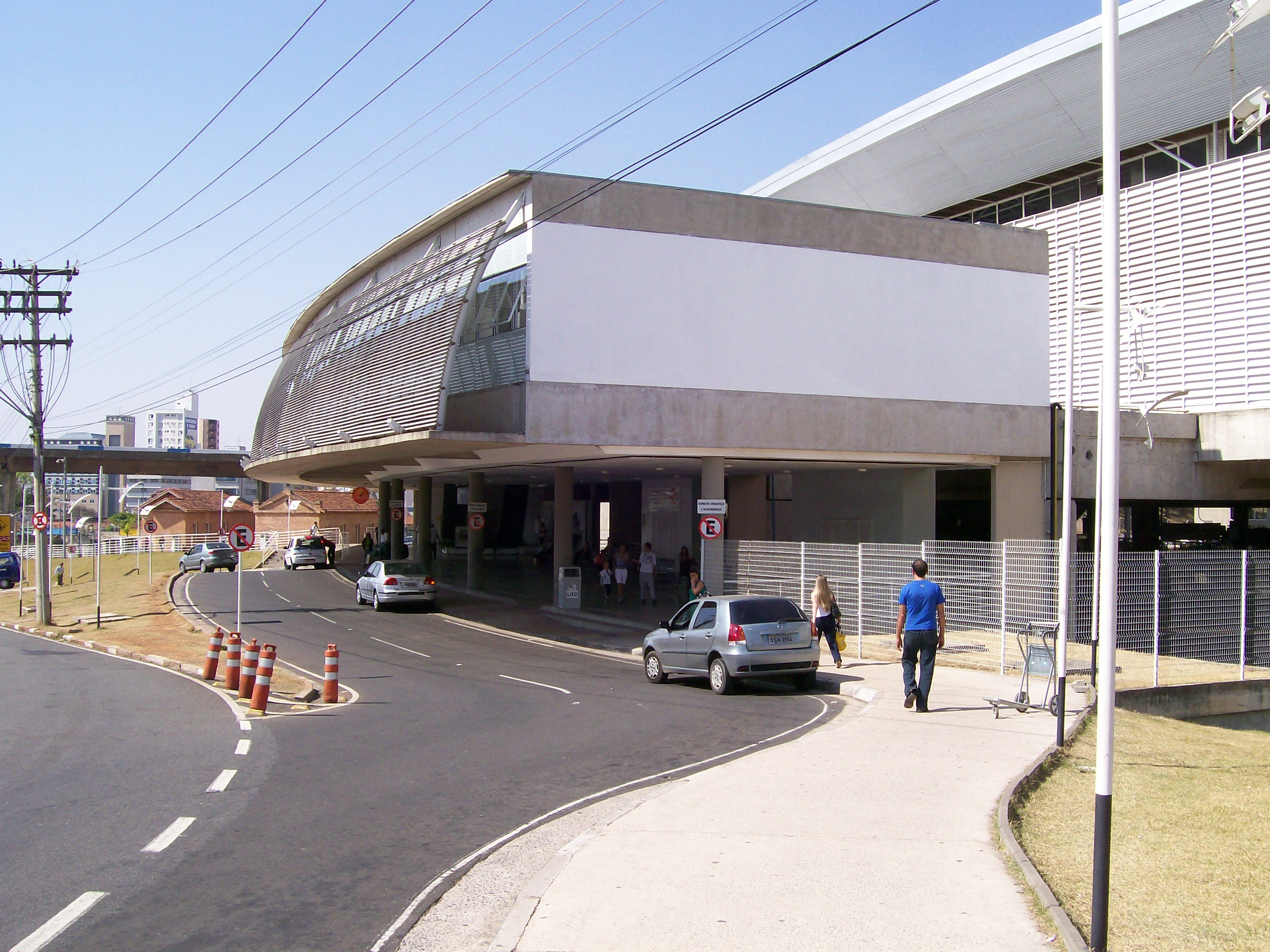
Área destinada ao embarque e desembarque dos passageiros no Terminal
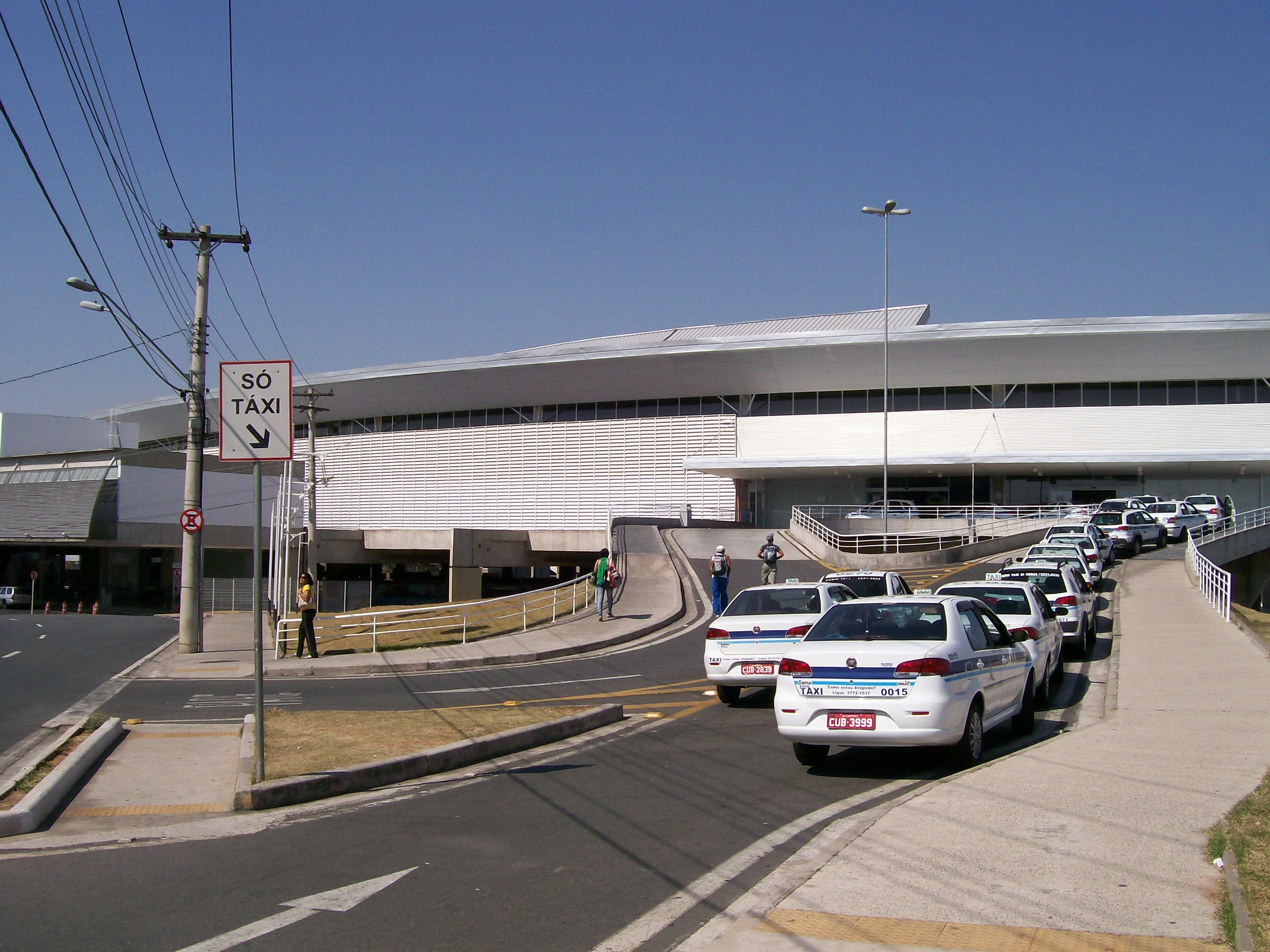
Ponto de táxi (na verdade um subponto para acesso imediato dos passageiros)
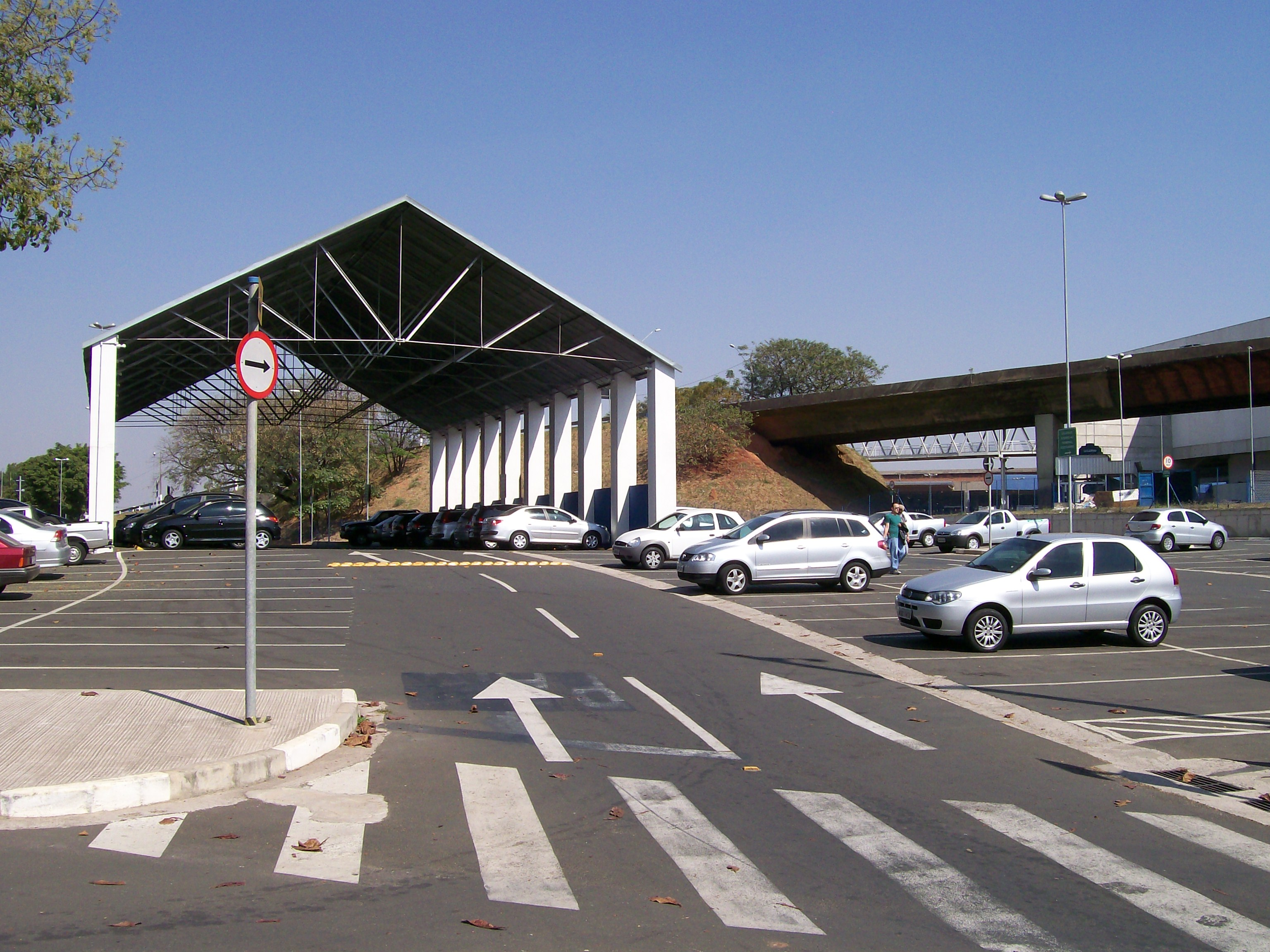
Estacionamento que serve ao Terminal - ao fundo vê-se o viaduto da Avenida Lix da Cunha
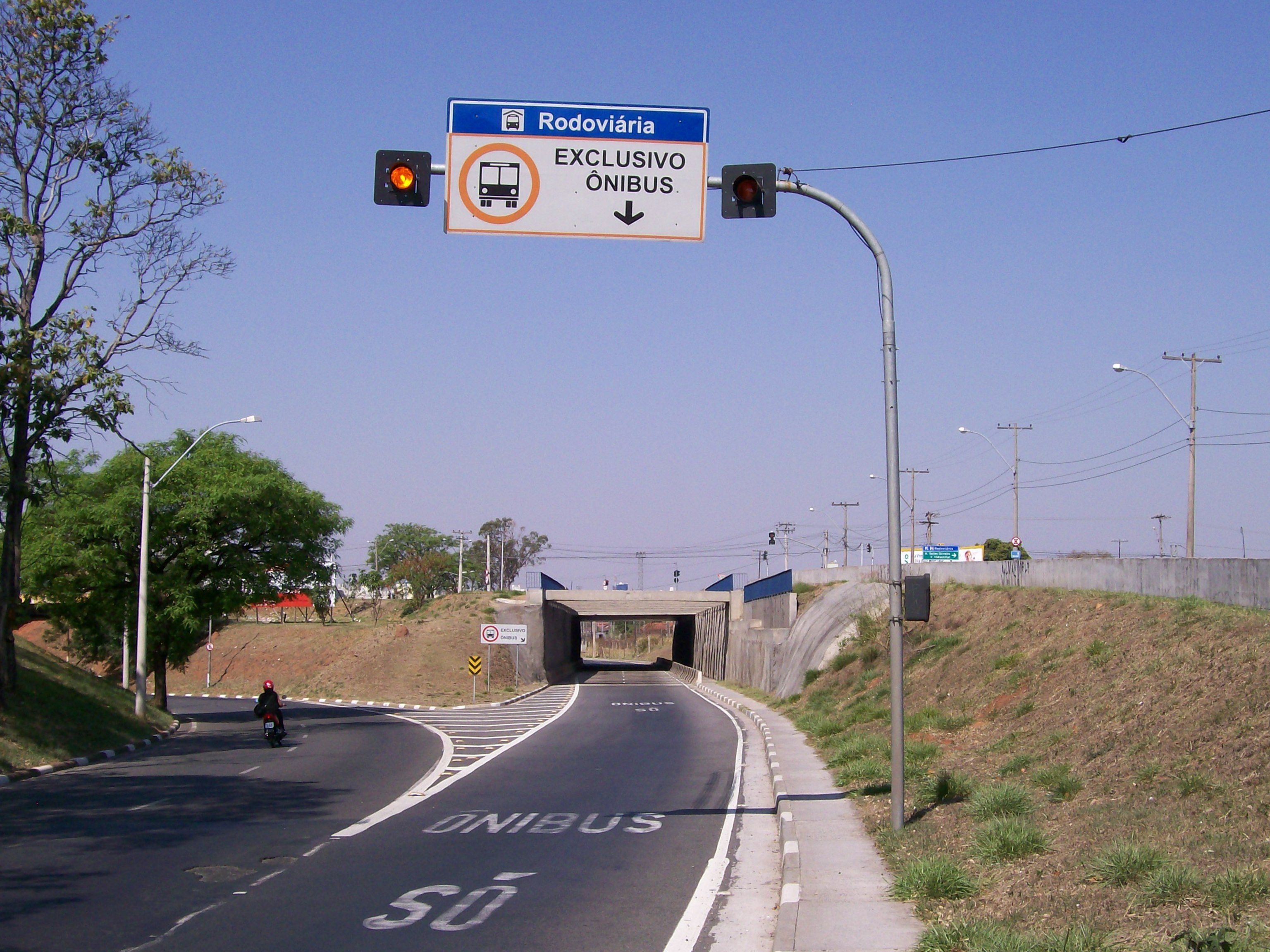
Entrada exclusiva para a Rodoviária e o Terminal Metropolitano
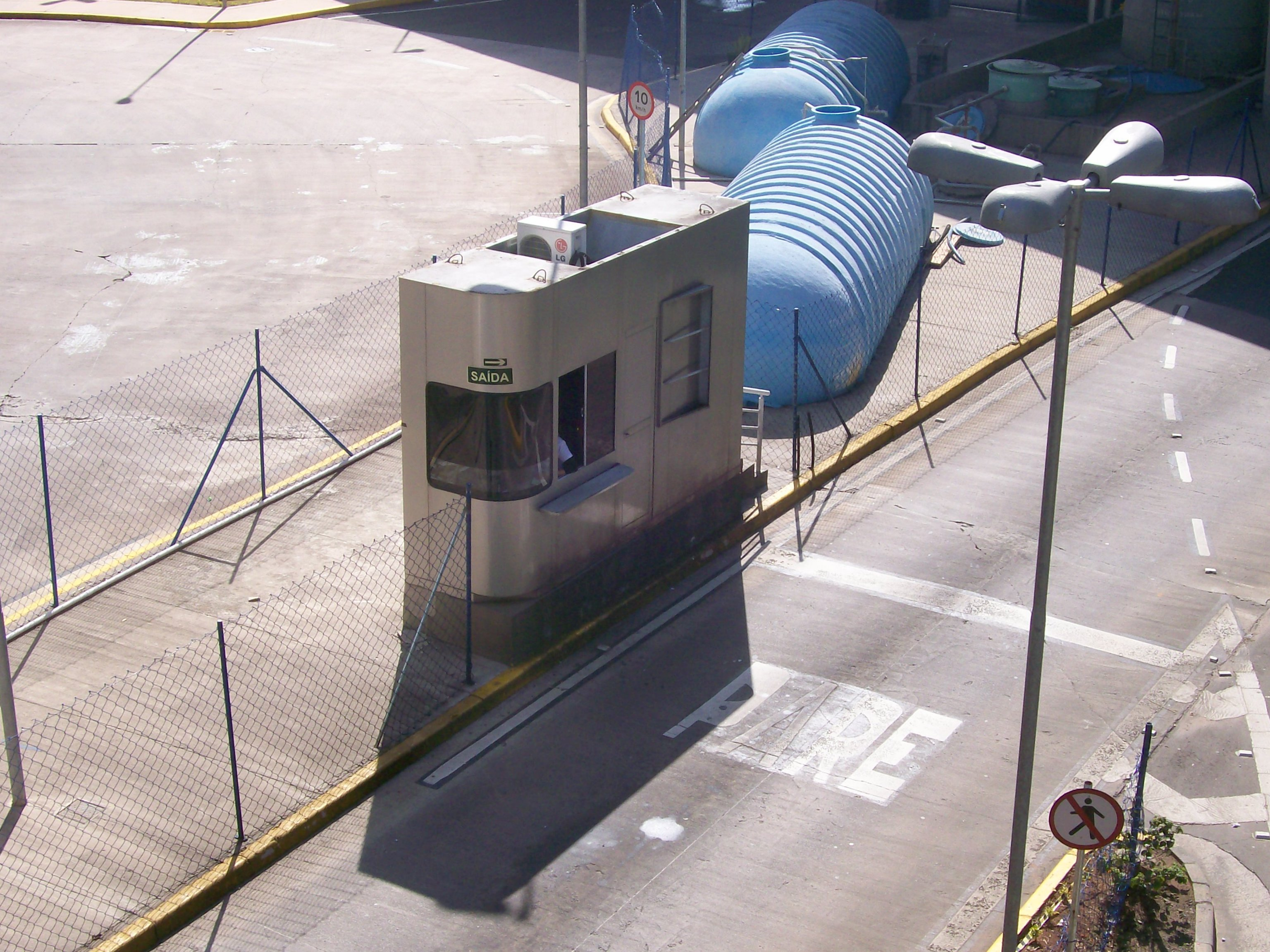
Uma das cabines para controle de entrada e saída de ônibus
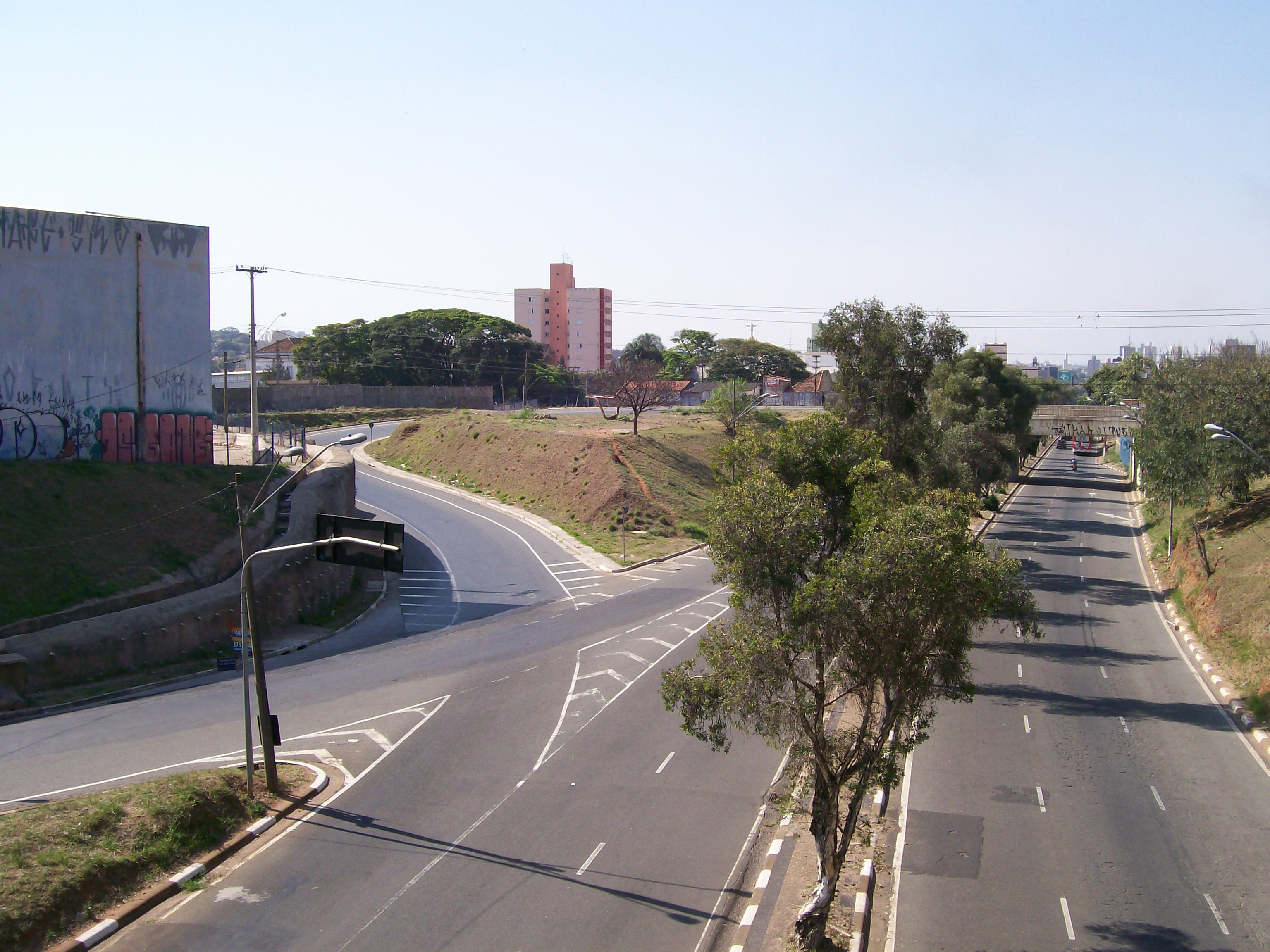
À esquerda se vê uma das saídas do Terminal, que leva à Avenida Lix da Cunha
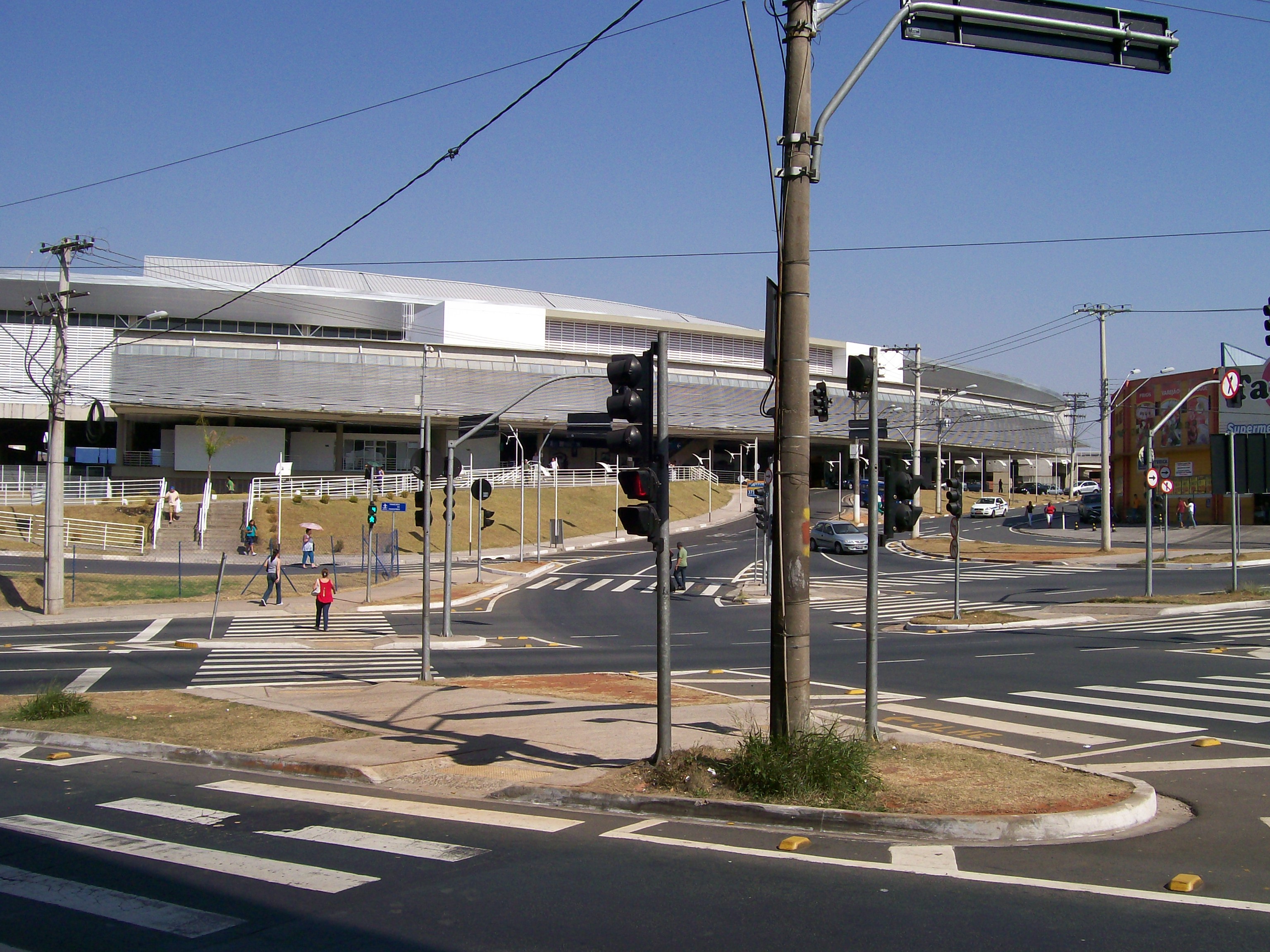
Ruas próximas ao Terminal
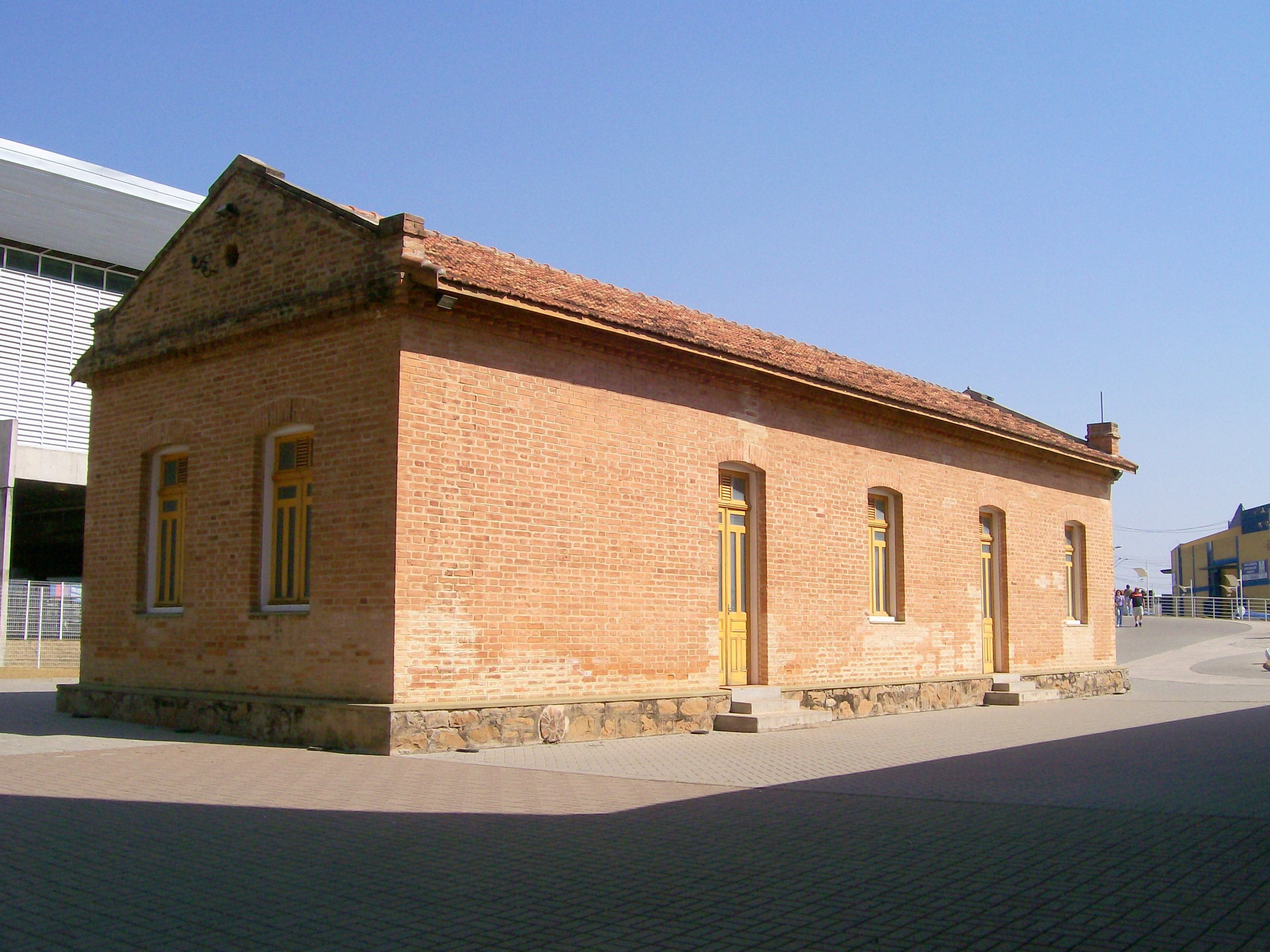
Construção histórica, pertencente ao antigo complexo ferroviário, restaurada quando da construção do Terminal